# Uniwersytet w Alcalá de Henares
Uniwersytet w Alcalá (hiszp. Universidad de Alcalá) – uczelnia wyższa w hiszpańskim mieście Alcalá de Henares.
Uniwersytet został założony przez kardynała Cisnerosa w 1499 r. na mocy bulli papieża Aleksandra VI. Alcalá de Henares było pierwszą miejscowością na świecie zaplanowanym jako miasteczko akademickie. W 1836 r. uniwersytet przeniesiono do Madrytu. W 1977 r. uruchomiony ponownie jako „Universidad de Alcalá de Henares” poprzez wydzielenie z Uniwersytetu Complutense w Madrycie. W 1996 r. nazwa została skrócona do „Universidad de Alcalá”.
W budynku uniwersytetu godna wyróżnienia jest aula, dawna Aula Magna, która na początku XIX wieku pełniła funkcję stajni, a obecnie jest sceną, na której wręczana jest nagroda Premio Cervantes. Obok zaś znajduje się kaplica św. Ildefonsa, w której znajduje się grobowiec kardynała Cisnerosa. 
W 1998 r. miasto Alcalá de Henares i uniwersytet wpisane zostały na listę światowego dziedzictwa UNESCO.

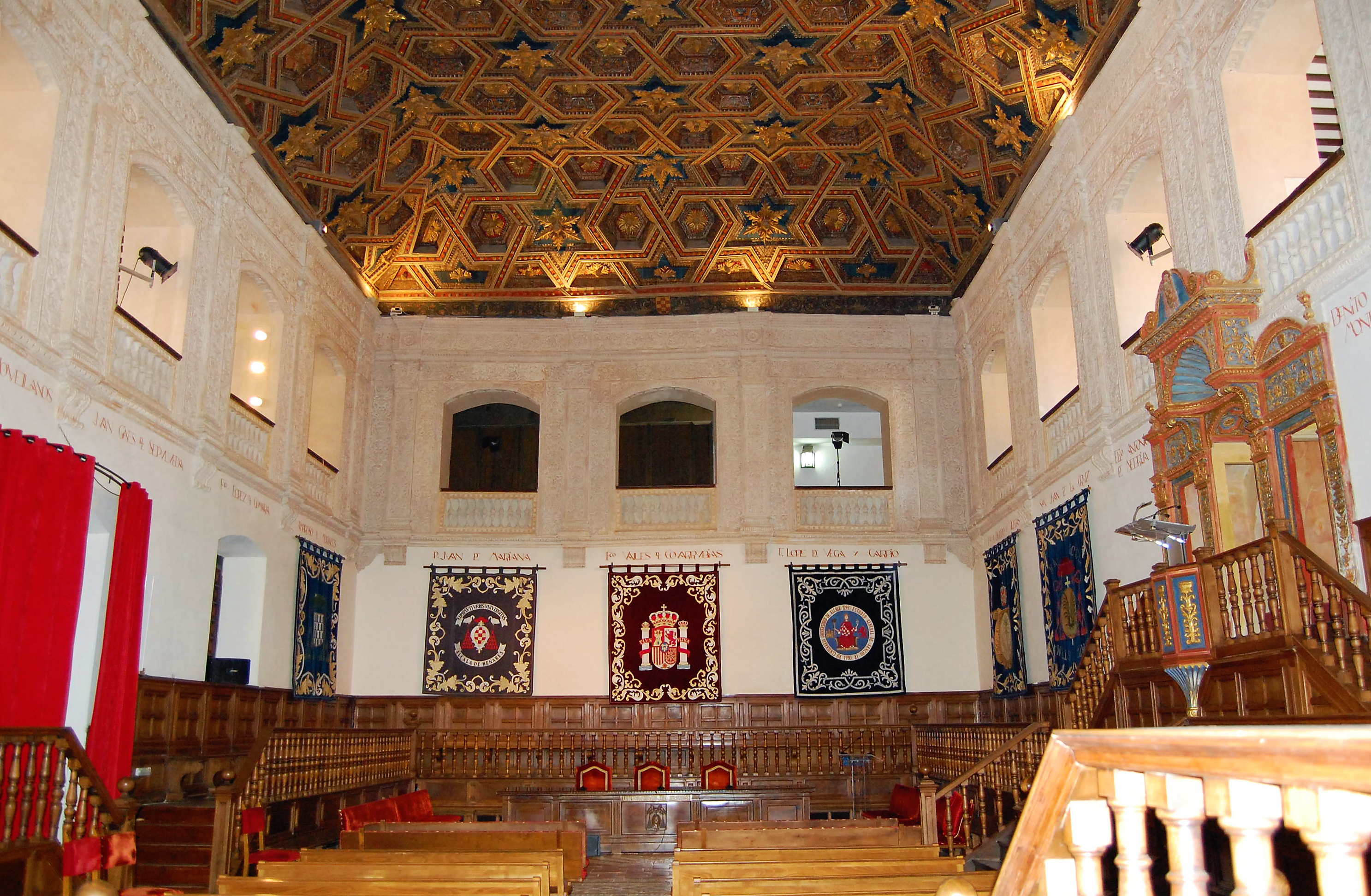
Audytorium Uniwersytetu Alcalá.